# Arvo Ylppö
Arvo Henrik Ylppö (ur. 27 października 1887 w Akaa, zm. 28 stycznia 1992 w Helsinkach) – fiński lekarz pediatra. Przyczynił się do znacznego zmniejszenia umieralności wśród niemowląt w Finlandii w XX wieku. Autor pionierskich prac naukowych na temat wcześniactwa i żółtaczki noworodków.

## Życiorys[1]
Ylppö przyszedł na świat w 1887 w mieście Akaa, jego rodzice byli rolnikami. Był piątym z dwanaściorga dzieci i prawdopodobnie urodził się przedwcześnie.
W roku 1906 rozpoczął studia medyczne na Uniwersytecie Helsińskim, jako specjalność wybrał pediatrię, studia ukończył w roku 1914 z tytułem doktora. W roku 1912 wyjechał do Berlina, gdzie pracował w Szpitalu Dziecięcym Cesarzowej Augusty, tam również pracował nad swoją pracą dyplomową na temat żółtaczki noworodków, praca ta została opublikowana w Niemczech.
Po zakończeniu studiów powrócił do Berlina, gdzie kontynuował pracę i badania naukowe. W 1919 roku w Niemczech opublikował trzy monografie poświęcone wcześniakom, ich fizjologii, wzrostowi, umieralności i rozwojowi w kolejnych latach życia. Jego obserwacje dotyczące tempa wzrostu w okresie prenatalnym i postnatalnym przyczyniły się do powiązania urodzeniowej masy i długości ciała noworodka z jego wiekiem płodowym. Obserwacje tempa rozwoju wcześniaków na przestrzeni lat pozwoliły Ylppö opracować siatki centylowe wzrostu i określić kiedy dzieci te mają szansę uzyskać tempo wzrostu odpowiednie dla wieku takie jakie mają dzieci urodzone w terminie. Ylppö zaobserwował również, że w przypadku niemal wszystkich wcześniaków dochodzi do zatrzymania wzrostu na skutek przedwczesnych narodzin.
Po powrocie do niepodległej już Finlandii został wykładowcą na Uniwersytecie Helsińskim i pracował w Szpitalu Uniwersyteckim w Helsinkach. W 1925 roku otrzymał tytuł profesora w dziedzinie pediatrii. Organizował szkolenia dla matek, lekarzy, położnych i pielęgniarek związane z opieką nad noworodkami i niemowlętami. Przyczynił się do wprowadzenia nowych terminów fachowych z dziedziny pediatrii do języka fińskiego i do stworzenia systemu opieki pediatrycznej, który dotąd praktycznie nie istniał w Finlandii. W latach 1920–1963 był dyrektorem szpitala Zamek Dzieci (fiń. Lastenlinna). W roku 1957 w wieku 70 lat przeszedł na częściową emeryturę, ale nadal zajmował się pracą naukową.

## Nagrody i Upamiętnienie

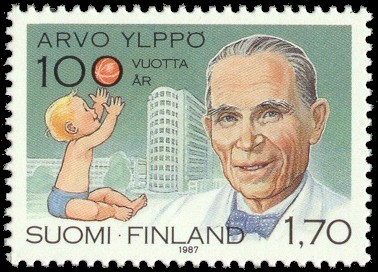
Arvo Ylppö na znaczku pocztowym wydanym w 1987.

W latach 1952—1992 nosił honorowy tytuł Naczelnego Lekarza (fiń. arkkiatri) nadawany przez Prezydenta Finlandii, tytuł ten jest nadawany dożywotnio i nosić może go tylko jedna osoba.
Na jego cześć została nazwana planetoida odkryta w 1942 roku Obserwatorium Iso-Heikkilä w Turku przez Liisi Otermę.
Znalazł się na 6. miejscu w plebiscycie na 100 Najwybitniejszych Finów zorganizowanym przez telewizję YLE w 2004 roku.